# تتگم
تتگم (به فرانسوی: Téteghem) یک کمون در فرانسه است که در نور-پا-دو-کاله واقع شده‌است.

## خصوصیات
تتگم ۱۸٫۴۱ کیلومترمربع مساحت و ۷٬۲۳۷ نفر جمعیت دارد و ۲ متر بالاتر از سطح دریا واقع شده‌است.